# 보도르간 기차역
보도르간 기차역은 웨일즈의 앵글시 섬에 있는 보도르간의 작은 마을과 Bethel 마을에 서비스를 제공한다. 이 정류장은 무인 정류장이며 노스 웨일즈 해안을 따라 체스터 와 홀리헤드 행 지역 열차의 요청 정류장 역할을 한다.

## 역사

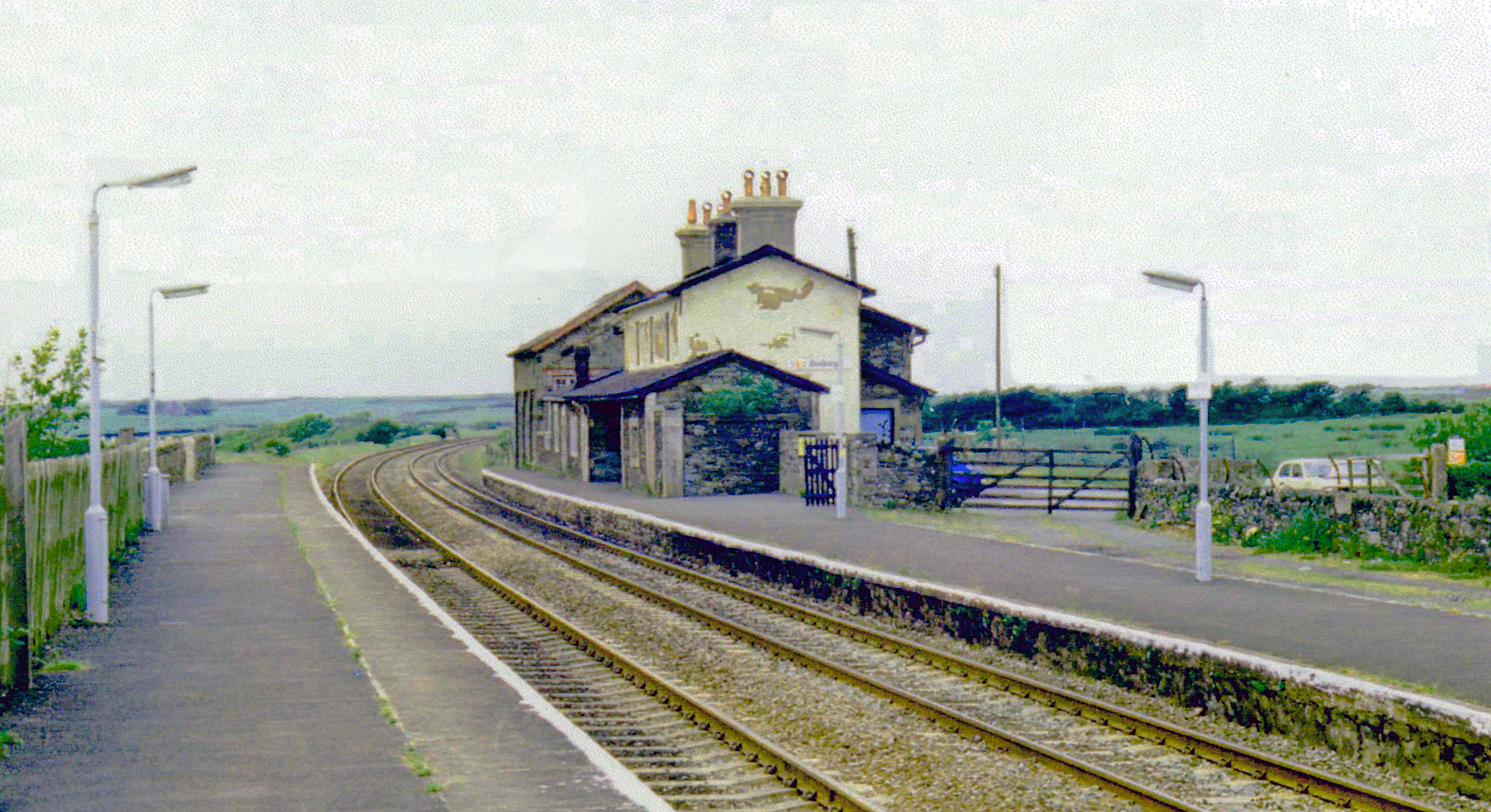
1986년 6월의 역

이 역은 원래 Trefdraeth로 불리기로 결정되었으나, 1849년 10월에 개장했고 작은 신호 탑, 작은 화물 운송장과 급수탑을 갖추고 있었다. 화물 운송장은 1964년 12월에 폐쇄되었지만, 역장의 주택은 남아있어서 현재는 개인이 사적으로 사용하고 있다.두 플랫폼 모두 석조 대피소가 있다.
2011년 2월 8일 새벽 약 5시경, 한 명의 남성이 역 근처에서 홀리헤드로 향하는 기차에 치여 사망한 사건이 있었다.

## 시설
해당 역은 노선의 이 부분에 있는 다른 역들과 동일한 편의 시설을 갖추고 있다 (CIS 스크린, 시간표 게시판, 공중 전화). 그러나 여기에는 발권 시설이 없으므로 사전에 구입하거나 기차 안에서 구매해야 한다. 두 플랫폼 모두 수평으로 접근할 수 있지만 플랫폼 2는 무덤 건널목을 통해서만 접근할 수 있으므로 사용 시 주의가 필요하다.

## 서비스
해당 역에서는 시간당 두 대의 평일 운행이 있다. 대부분의 동쪽 방면 열차는 렉셈 제너럴(Wrexham General), 슈루즈버리(Shrewsbury), 그리고 버밍엄 국제공항(Birmingham International)으로 운행되지만, 일부 열차는 크루(Crewe)나 카디프(Cardiff)로 운행되기도 한다.
일요일 서비스는 불규칙하며(서쪽 방향 6개, 동쪽 방향 7개) 주로 크루(Crewe)를 왕복하며 렉섬(Wrexham)과 카디프(Cardiff)까지 한 번 운행한다.

## 참고 자료
- Butt, R. V. J. (1995). 《The Directory of Railway Stations: details every public and private passenger station, halt, platform and stopping place, past and present》 1판. Sparkford: Patrick Stephens Ltd. ISBN 978-1-85260-508-7. OCLC 60251199.

## 추가 문헌
- Mitchell, Vic; Smith, Keith (2011). 《Bangor to Holyhead》. West Sussex: Middleton Press. figs. 42-46. ISBN 9781908174017. OCLC 795179106.